# Maljournalisme
« Maljournalisme » (ou « journalisme poubelle », etc.) est un néologisme créé pour désigner des pratiques journalistiques manipulatoires, donnant une allure spectaculaire à des faits banals (sensationnalisme), exagérant des menaces et des faits, et en diminuant d'autres en fonction des pressions que subit le journaliste. Ces pressions peuvent être pécuniaires (besoin de vendre, donc besoin d'articles spectaculaires), politiques (en fonction du bord politique du journaliste ou des employeurs), ou corporatistes (certains ouvrages dénonçant ces pratiques seraient boycottés par les critiques).
« Maljournalisme » peut aussi désigner une pratique incompétente du journalisme – manque de sources, déformations, inexactitudes, etc. Le terme est notamment employé en ce sens dans le livre Bévues de presse, de Jean-Pierre Tailleur (éditions du Félin, 2002).

## Filmographie
- 2012 : Les Nouveaux Chiens de garde (au sujet de l'information économique).